# Véronique de Milan
Pour les articles homonymes, voir Véronique.
La bienheureuse Véronique de Milan ou de Binasco, vierge, de son nom de naissance Giovanna Negri, née vers 1445 à Binasco et morte le 13 janvier 1497 à Milan, est une religieuse italienne de l'ordre de Saint-Ambroise (dit aussi Annonciade de Lombardie) sous la règle de saint Augustin.

## La religion

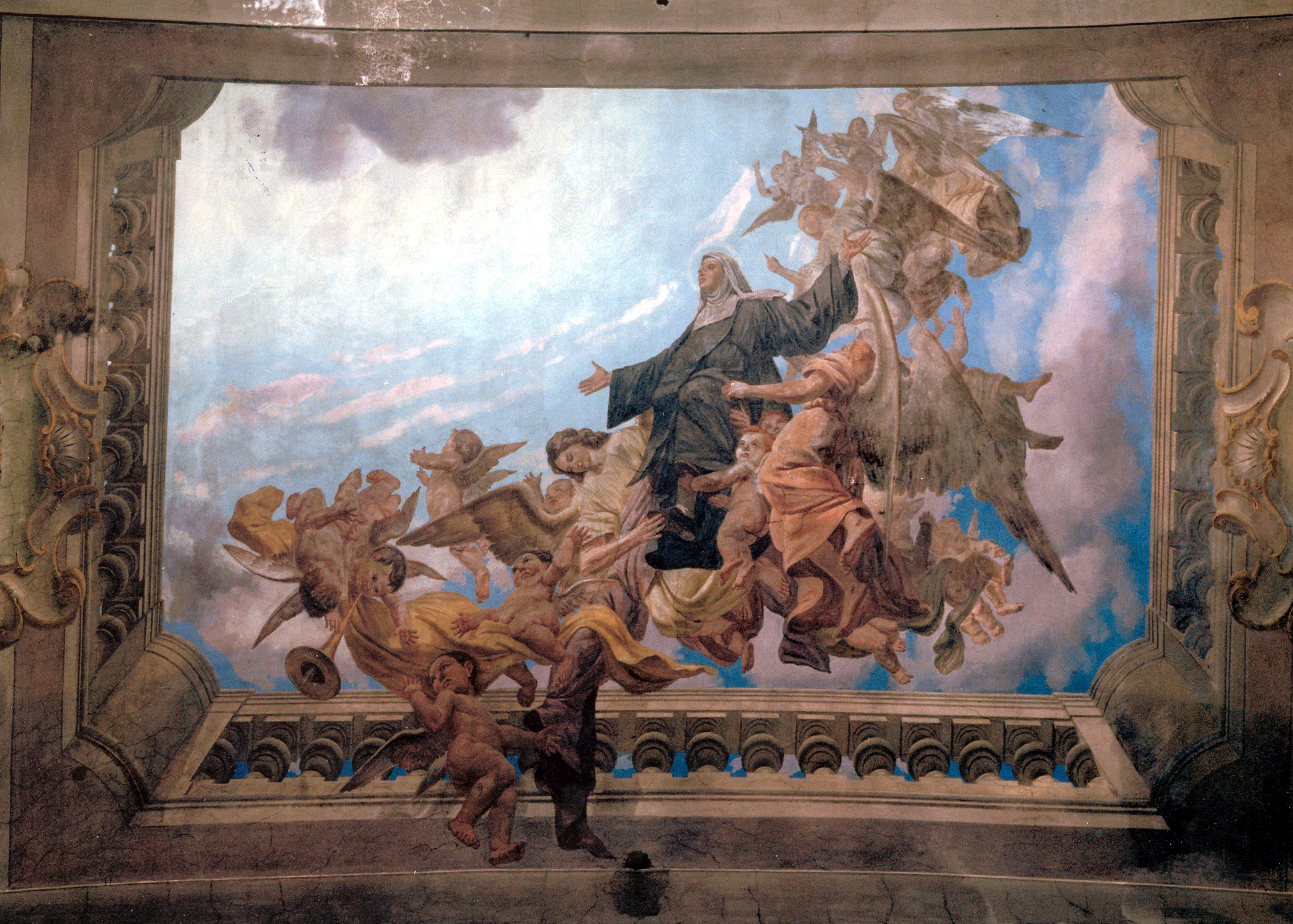
Assomption de Véronique de Milan, fresque de Luigi Migliavacca, église de Binasco, XX

Giovanna Negri est née à Binasco près de Milan dans une famille très modeste de fermiers. Pieuse et solitaire, elle tente d'entrer en 1463 au couvent franciscain de Sainte-Ursule à Milan, puis à celui des Augustines où elle est repoussée à chaque fois en raison de son analphabétisme. Aussi, travaillant le jour, elle entreprend, seule, la nuit, l'apprentissage de la lecture et de l'écriture. La Vierge Marie lui serait alors apparue, un jour de doute, pour lui enseigner ce qu'elle devait savoir. « Bannissez cette inquiétude, il suffit que vous connaissiez trois lettres : la première, est cette pureté de cœur qui consiste à aimer Dieu par-dessus tout, et à n'aimer les créatures qu'en lui et pour lui ; la seconde, est de ne murmurer jamais, et de ne point s'impatienter à la vue des défauts du prochain, mais de le supporter avec patience, et de prier pour lui ; la troisième, est d'avoir chaque jour un temps marqué pour méditer sur la passion de Jésus-Christ ».
Après trois ans de préparation, elle entre finalement au Monastère des filles Ermites de l'Ordre de Saint-Augustins, à Milan, sous le titre de Sainte Marthe,, à l'âge de 22 ans, en 1466-1467, elle a de nombreuses extases mystiques, mais n'en continue pas moins à travailler avec ferveur. Admise comme sœur converse, elle récoltait des aumônes en porte à porte dans les villes, malgré de grands maux de tête et d'estomac.
Elle reçoit en 1494 une vision du Christ qui lui donne un message pour le pape Alexandre VI, qu'elle rencontre le 5 septembre 1495 à Rome.

### Le don des larmes
Elle pleurait silencieusement lors des prières et méditations, et si l'envie lui prenait de se cacher ou de retenir ses pleurs, elle tombait malade. Elle répandait une abondante quantité d'eau sur le sol, si bien qu'on lui céda un vase de terre pour sa cellule, qu'elle remplissait parfois de plusieurs litres pendant ses ravissements.

## «Sainte» Véronique
Elle meurt en 1497 au monastère, et aussitôt, sa sainteté aurait été révélée par plusieurs miracles.
Le 15 décembre 1517, Léon X autorise son culte local, sur la sollicitation du roi François Ier par l'intermédiaire de l'évêque Denis Briçonnet qui se trouve en Italie. Cette même année, le dominicain Isidore de Isolani (v.1477-v.1528) réécrit la vie de Véronique en latin, qui est publiée en 1518 sous le titre Inexplicabilis mysterii gesta beatae Veronicae virginis praeclarissimi monasterii Sanctae Marthae urbis Mediolani, avec des bois gravés d'après des dessins attribués à Bernardino Luini. L’ouvrage, dédié au roi de France François Ier et à son épouse Claude de France, contribue à la diffusion de la dévotion envers Véronique de Milan. Une « traduction » en français est réalisée entre 1519 et 1524 par Louis Chantereau (-1531), confesseur de Louis XII, et plus tard celui de François Ier (1524-1529), futur évêque de Mâcon, et est dédiée à la mère du roi, Louise de Savoie (exemplaire unique, manuscrit 823 de la Bibliothèque municipale d'Angers).
Elle est béatifiée, le 30 mai 1624, par le pape Urbain VIII. 
Sa vénération est étendue à toute l'Église par Clément X en 1672, et on la trouve sous le nom de « Véronique de Binasque », au XIII de janvier, dans les martyrologes romains traduits en français par Chastelain, et dans ceux dès 1670. 
En 1734-1738, le cardinal Prospero Lambertini, dans son écrit De servorum Dei beatificatione et de beatorum canonizatione, discrédite la réputation de sainteté de Véronique, et sa canonisation n'aboutira pas. Pourtant, devenu le pape Benoît XIV, il l'inscrit dans son martyrologe romain de 1749 à la date du 13 janvier, jour où elle est fêtée. Il approuve également la date de sa fête au 28 janvier dans le martyrologe des Augustins.
Patronne des lingères, elle est un modèle de vie religieuse.

## Œuvres représentatives

### Portraits
- François-Joseph Navez, Saint Veronica of Binasco, 1818, huile sur toile, 92 x 82 cm, musée des beaux-arts de Gand.
- ?, Véronique de Binasque, il se trouvait dans l'aile droite du rez-de-chaussée du cloître, au couvent des Augustins déchaussés, aujourd'hui la basilique Notre-Dame-des-Victoires[11].
- Marco d'Oggiono, La Bienheureuse Véronique de Binasco (ou sainte Monique[12] ?), huile sur bois (polyptyque), 144 x 77 cm, musée du château de Blois[13].